# Król Skorpion
Król Skorpion (ang. The Scorpion King) – film produkcji amerykańsko-niemiecko-belgijskiej z 2002 w reżyserii Chucka Russella i według scenariusza Stephena Sommersa, Johathana Hales'a, Williama Osborna oraz Davida Haytera. W rolach głównych wystąpili Dwayne Johnson w swojej pierwszej roli wiodącej, Kelly Hu, Steven Brand oraz Grant Heslov. Premiera odbyła się 19 kwietnia 2002 w USA. Król Skorpion to zarówno prequel, jak i spin-off filmowej franczyzy Mumii i rozpoczyna serię pięciu kolejnych filmów spod szyldu Króla Skorpiona. Wydarzenia z Króla Skorpiona maja miejsce 5000 lat przed wydarzeniami z Mumii i Mumia powraca, ujawniając tym samym pochodzenie Mathayusa i ukazując jego dojście do władzy jako legendarny bohater Król Skorpion. 
Film w swobodny sposób nawiązuje do historycznej postaci Skorpiona II (popularnie król Skorpion), władcy starożytnego Egiptu z dynastii 0.

## Fabuła
Długo przed erą piramid, wojsko ze Wschodu, pod dowództwem Memnona najeżdża i podbija miejscowe egipskie plemiona, z których tylko nieliczne przetrwały. Mathayus, jego przyrodni brat Jesup i ich przyjaciel Rama, jedyni trzej prawdziwi Akadyjczycy, zostają wynajęci przez króla Ferona, by zabili czarnoksiężnika u boku Memnona za dwadzieścia krwawych rubinów. Akadyjczycy zakradają się do obozu Memnona, jednak ich plany zostają pokrzyżowane przez syna króla Ferona Takmeta, który wcześniej powiadomił strażników. Takmet przyrzeka wierność Memnonowi, na dowód zabijając swojego ojca. Rama i Jesup zostaja zabici. Mathayus w trakcie potyczki odnajduje, jak się okazuje, czarodziejkę Memnona, Cassandrę, która jest jego więźniem od dziecka i regularnie mu przepowiadać dla niego przyszłość. Pod koniec konfliktu Memnon zakopuje Mathayusa na pustyni, by o świcie pożarły go ogniste mrówki. Mathayus ucieka z pomocą złodzieja koni Arpida i pragnie zakończyć swoją misję i pomścić poległych Akadyjczyków.  
Mathayus udaje się do Gomory i zakrada się do pałacu Memnona z pomocą ulicznego młodego kieszonkowca. Sympatyczny nadworny magik Memnona, Filos, kieruje Mathayusa na dziedziniec, na którym trenuje Memnon. Mathayus próbuje zastrzelić Memnona z wieży strażniczej, ale jego zamiary ponownie są przekreślane przez pojmanie pomocnego wcześniej kieszonkowca. Mathayus ratuje młodzieńca przed odcięciem dłoni pod zarzutem kradzieży i ledwo ucieka z Gomory, po drodze uprowadzając Cassandrę. Memnon wysyła za nimi swoją prawą rękę, Thoraka z grupą najlepszych strażników, aby zabili Mathayusa i odzyskali Cassandrę. Mathayus pokonuje ich wszystkich pod osłoną burzy piaskowej, jednak zostaje zatruty strzałą z jadem skorpiona. Przed jej śmiertelnym działaniem ratuje Mathayusa Cassandra swoimi magicznymi mocami.  
Mathayus, Arpid i Cassandra spotykają Filosa, który uciekł z Gomory. Jednak cała czwórka wpada w zasadzkę buntowników, którzy są teraz pod rządami nubijskiego króla Baltazara. Mathayus pokonuje Baltazara w honorowej walce i zdobywa jego niechętny szacunek i schronienie. Mimo nowych sojuszników, Cassandra informuje, że ma wizję wygranej Memnona masakrującego cały obóz rebeliantów. Ponadto zdradza, że jeśli Mathayus zmierzy się z Memnonem, prawdopodobnie umrze.  
Mimo ryzyka bohaterowie wprowadzają swój plan w życie. Następnego ranka Cassandra wraca do Memnona aby go powstrzymać przed najazdem na obóz rebeliantów. Mathayus z pomocą Baltazara, Arpida, Filosa i armii buntowników, przeprowadza masowy atak na twierdzę Memnona, stawiając mu czoła, zanim ten zdąży zabić Cassandrę. Baltazar w pojedynke pokonuje cały oddział wojska Memnona i zabija Takmeta, tym samym pomszczając króla Ferona. Bitwa trwa do momentu, aż Mathayus zostaje postrzelony przez strażnika, zgodnie z przepowiedniami Cassandry. Gdy Memnon jest już pewny zwycięstwa, Cassandra zabija strażnika, a Mathayus podnosi swój łuk i strzela w wyczerpanego Memnona wykorzystując strzałę wbitą we własne plecy. Postrzelony Memnon spada z krawędzi dachu w płomenie wywołane wybuchem prochu, który przygotowali wcześniej Filos i Arpid. Gdy bitwa się skończyła, resztki armii Memnona kłania się przed Mathayusem, który zgodnie z prawem zostaje ogłoszony kolejnym Królem Skorpionem.  
Wkrótce potem, Mathayus i Baltazar dobrodusznie się żegnają gdy ten drugi wraca do swojego królestwa. Cassandra mówi Mathayusowi, że widzi nadchodzący okres pokoju i dobrobytu, ale ostrzega, że nie będzie on trwał wiecznie. Niewzruszony Mathayus stwierdza, że stworzy własne przeznaczenie.  

## Obsada
- Dwayne "The Rock" Johnson – Mathayus
- Steven Brand – Memnon
- Michael Clarke Duncan – Baltazar
- Kelly Hu – Cassandra
- Grant Heslov – Arpid
- Bernard Hill – Filos
- Peter Facinelli – Takmet
- Ralf Möller – Thorak
- Sherri Howard – królowa Isis
- Branscombe Richmond – Jesup
- Roger Rees – King Feron
- Conrad Roberts - Wódz
- Esteban Cueto – Rama
- Scott L. Schwartz
- Andrei Sterling
- Sole Alberti
- Summer Altice
- Adoni Maropis – wątpiący generał
- Julie Michaels

## Ścieżka Dźwiękowa
Ścieżka dźwiękowa z Króla Skorpiona została wydana 26 marca 2002 roku, tuż przed premierą filmu 19 kwietnia. Album otrzymał status Złotej Płyty, wydany przez RIAA.
| Nr  | Tytuł                                 | Autor | Wykonawca        | Długość |
| --- | ------------------------------------- | --- | ---------------- | ------- |
| 1.  | "I Stand Alone"                       | Sully Erna | Godsmack         | 4:05    |
| 2.  | "Set It Off" (Tweaker remix)          | P.O.D. | P.O.D.           | 4:10    |
| 3.  | "Break You"                           | | Drowning Pool    | 2:48    |
| 4.  | "Streamline"                          | Serj Tankian, Daron Malakian                                                                                                   | System of a Down | 3:36    |
| 5.  | "To Whom It May Concern"              | Scott Stapp, Mark Tremonti | Creed            | 5:09    |
| 6.  | "Yanking Out My Heart"                | Nickelback | Nickelback       | 3:35    |
| 7.  | "Losing My Grip"                      | Chris Hesse, Markku, Lappalainen, Doug Robb                                                                                    | Hoobastank       | 3:55    |
| 8.  | "Only the Strong"                     | Flaw | Flaw             | 4:17    |
| 9.  | "Iron Head" (featuring Ozzy Osbourne) | Rob Zombie | Rob Zombie       | 4:10    |
| 10. | "My Life"                             | 12 Stones | 12 Stones        | 3:03    |
| 11. | "Along the Way"                       | Dave Felton, Jason Popson, Jeffrey Hatrix, Steve Felton, Marko Vukcevich, Tom Schmitz, Jack Kilcoyne, Rick Thomas, John Sekula | Mushroomhead     | 3:17    |
| 12. | "Breathless"                          | Lifer | Lifer            | 4:04    |
| 13. | "Corrected"                           | Clint Lowery, Morgan Rose | Sevendust        | 4:31    |
| 14. | "Burn It Black"                       | Injected | Injected         | 2:42    |
| 15. | "27"                                  | Justin Rimer | Breaking Point   | 3:38    |
| 15. | "Glow"                                | Mike Cox, B. Dez Fafara, Miguel "Meegs" Rascon                                                                                 | Coal Chamber     | 3:06    |

## Przyjęcie

### Box office
Król Skorpion zarobił 12 553 380 USD w dniu otwarcia i 36 075 875 USD w sumie w pierwszy weekend. Następnie w drugim weekendzie zarobki spadły o 50%, ale film pozostał nadal na pierwszym miejscu box office, zarabiając kolejne 18 038 270 USD. Projekcje filmu zakończono 27 czerwca 2002 r., z kwotą 91 047 077 USD w Stanach Zjednoczonych i dodatkowymi 87 752 231 USD na arenie międzynarodowej, co daje razem 178 799 308 USD na całym świecie, przy budżecie 60 000 000 USD, co czyni go umiarkowanym sukcesem kasowym.

### Oceny krytyków
Król Skorpion otrzymał mieszane recenzje z przewagą negatywnych. Serwis Rotten Tomatoes w oparciu o opinie ze 135 recenzji przyznał mu wynik 41%, co oznacza „zgniły”. Portal Metacritic ocenił film śrenią 45 na 100, na podstawie 30 recenzji. Natomiast internauci ankietowani przez stronę CinemaScore przyznali filmowi ocenę B, w skali od A do F.

## Kontynuacje

### Prequele i sequele
Po premierze Króla Skorpiona pojawiły się wstępne plany na kontynuację i powrót Dwayne'a Johnsona w roli Mathayusa, który miał się zmierzyć z nowym złoczyńcą, Sargonem, lecz plany te ostatecznie upadły i projekt został odłożony na półkę. W dalszej kolejności w 2008 roku wydano bezpośredni prequel do filmu, Król Skorpion 2: Narodziny Wojownika z Michaelem Coponem jako Mathayus i Randym Couturem jako Sargon.
Sequel, Król Skorpion 3: Odkupienie, został wydany w 2012 roku z Victorem Websterem w roli Mathayusa i Billym Zane’em jako czarny charakter Król Talus. Czwarty film z serii, Król Skorpion 4: Utracony Tron miał premierę w 2015 roku. Victor Webster powrół w roli Mathayusa, a do obsady dołączyli Michael Biehn, Rutger Hauer, Lou Ferrigno i była zapaśniczka WWE Eve Torres. Głównego antagoniste, Drazena, zagrał Will Kemp.
Piąty i ostatni, finałowy film, Król Skorpion: Księga Dusz, wydano w 2018 roku. Zach McGowan zagrał Mathayusa, a Peter Mensah wcielił się w złoczyńcę filmu, Nebserka.

### Reboot
W listopadzie 2020 r. ogłoszono, że trwają prace nad ponownym uruchomieniem serii filmów o Królu Skorpionie. Tym razem akcja ma rozgrywać się we współczesnym świecie, tworząc nowożytną wersję Mathayusa z Akkadu. Scenarzystą filmu będzie Jonathan Herman, a za produkcję będą odpowiadać Hiram i Danay Garcia oraz Dwayne Johnson. Projekt jest wspólnym przedsięwzięciem Universal Pictures i Seven Bucks Productions.

## Nagrody
Król Skorpion został nominowany do 4 nagród:
- Nominacja do nagrody Teen Choice w 2002 r. - Filmowy przełomowy męski występ aktorski - Steven Brand
- Nominacja do nagrody Teen Choice w 2002 r. - Ulubiony aktor dramatu / filmu akcji / filmu przygodowego - Dwayne "The Rock" Johnson
- Nominacja do nagrody Saturn w 2003 r. - Najlepszy film fantasy[9]
- Nominacja do nagrody Teen Choice w 2003 r. - Ulubiony męski kopacz tyłków - Dwayne "The Rock" Johnson[10]